# Hauterive, Allier
Hauterive là một xã ở tỉnh Allier thuộc miền trung nước Pháp.